# سلسلة كوبي
كوبي، شبكة موجات الراديو الشعبية في إسبانيا (بالإسبانية: Cadena de Ondas Populares Españolas)‏ التي كانت تسمى سابقًا الراديو الشعبي، هي محطة إذاعية إسبانية. وهي ثاني أكثر الإذاعات التي يتم تشغيلها في إسبانيا.

## وصلات خارجية
- الموقع الرسمي